# Aghori

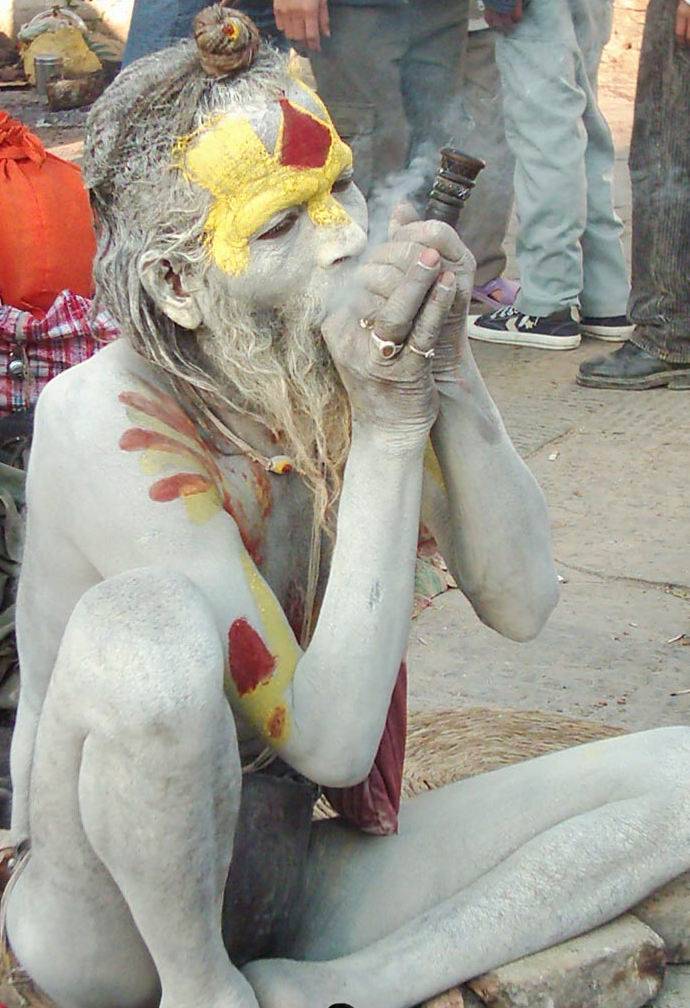
Aghori.

Los aghori (del sánscrito अघोर) son una secta hindú de sadhus shivaístas separados de la secta de los Kapalika en el siglo XIV. Son devotos de la feroz forma Bhairava del dios hindú Shiva.
Los aghori son conocidos sobre todo por el hecho de que practican el necro-canibalismo, es decir, que comen la carne de cadáveres humanos. Este hecho ha propiciado que sean excluidos del seno del hinduismo ortodoxo, y que sean vistos con recelo por una buena parte de la población; sin embargo, en algunas zonas rurales son reverenciados, ya que se cree que pueden curar enfermedades gracias a sus intensas prácticas de renunciación y Tapas (austeridades).
Su presencia es notoria en la ciudad india de Benarés, en donde ingieren a los cadáveres no incinerados que han sido lanzados al río Ganges. También suelen vivir en otros lugares relacionados con la muerte y están presentes en Nepal y en algunas zonas del sudeste asiático. La mayoría de los aghori provienen de las castas más bajas de la India, y por lo general pierden todo contacto con sus familias.

## Historia
Los orígenes de los Aghori se remontan a la secta de los ascetas Kapalika de Cachemira, quienes practicaban sacrificios humanos, y de quienes luego se separaron. Posteriormente, en el siglo XVIII, el padre fundador de los Aghori fue el maestro espiritual Baba Keenaram, quien escribió el Avadhuta Gita.

## Creencias y doctrinas

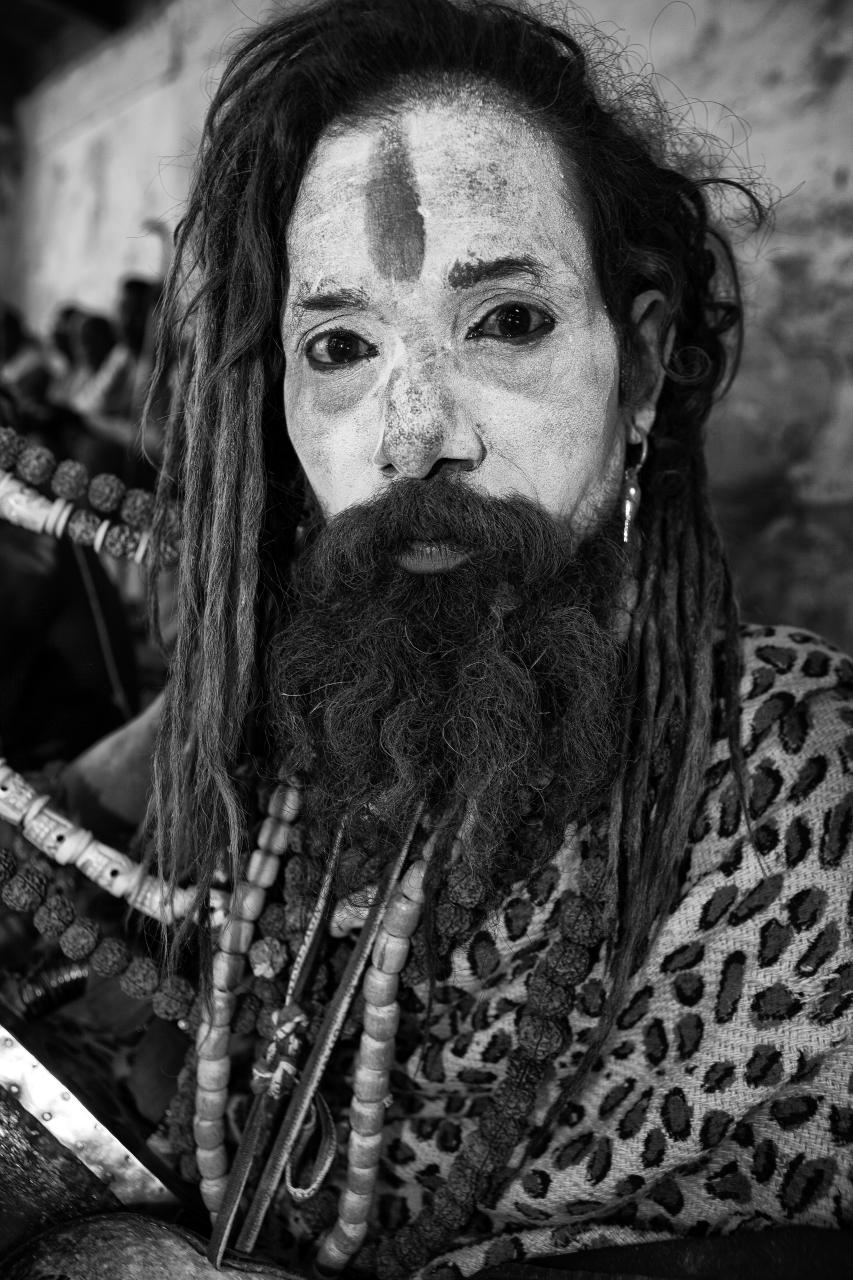
Aghori.

Los Aghori son devotos del dios Shiva en la feroz manifestación Bhairava, asociado a la aniquilación, y a quien se le atribuye la destrucción y superación de los miedos. También veneran a Dattatreya y a la diosa madre en su forma de Smashan Tara, la tierra de cremación que permite pasar de la realidad de la vida a la realidad de la muerte. A diferencia de otras corrientes y sectas del hinduismo, los Aghori no están organizados en ningún tipo de estructura institucional.
Son monistas y buscan el moksha (liberación espiritual) para superar el ciclo de las reencarnaciones, o Samsara, mediante la realización de la identidad del yo con lo absoluto. Debido a su doctrina monista, sostienen que todos los opuestos son ilusorios, por lo que aspiran a la no dualidad (advaita). Con ese fin, procuran la superación de todos los tabúes sociales, la transgresión de la moral y la degradación de las costumbres, por lo que rechazan las nociones de «bueno» y «malo» y creen que al hacer todo aquello que los demás rechazan, alcanzan mayores estados de conciencia y pueden percibir la realidad desde una posición distinta. También creen que quebrantar las convenciones sociales y exponerse al rechazo público les hace alcanzar la humildad.
Para los Aghori, Shiva es perfecto, y como Shiva es el responsable de todo lo que ocurre, todo en el mundo es perfecto y santo. En consecuencia, negar la perfección de cualquier cosa sería negar al Ser Supremo. Afirman que la práctica de sadhana alrededor de los lugares de cremación destruye el miedo, las prácticas sexuales ayudan a liberar la energía sexual, y permanecer desnudos destruye la vergüenza. Creen que para encontrar la luz espiritual hay que entrar en la oscuridad de la existencia, y que solo se puede conocer la luz del altruismo cuando se ha conocido la oscuridad del egoísmo. Sus doctrinas son muy simples si se las compara con las de otras corrientes del hinduismo. Tratan de vivir apegados a la naturaleza reduciendo los apegos del ego, y creen que todo es una manifestación del Ser Supremo; por eso afirman no odiar a nada ni a nadie.
También creen que el alma de cada persona es una manifestación de Shiva, y que todo ser humano nace como un Aghori en su forma natural, puesto que todo bebé humano es incapaz de discriminar y juega alegremente en su propia inmundicia, pero la civilización destruye ese estado primordial. Al crecer, los niños comienzan a discriminarlo todo por categorías, imbuidos en los prejuicios de sus padres. En ese sentido, la doctrina de los Aghori es un sendero de desaprendizaje y un retorno a la tierra.

## Prácticas
Los Aghori llevan una vida de extrema meditación y espiritualidad, pero no cumplen con las leyes tradicionales de la pureza del hinduismo, pues pretenden trascender y superar dichas leyes para alcanzar la iluminación espiritual y la unidad con el todo. Por ese motivo, tratan de superar todas las repugnancias y miedos aceptando experiencias extremas.
Por lo general no suelen llevar ningún tipo de vestimenta, solo en algunos casos aparecen vestidos con el sudario de algún fallecido o embadurnados con las cenizas de una cremación. Suelen portar un cráneo humano que utilizan a modo de cuenco para beber su propia orina y bebidas alcohólicas; algunos usan el cráneo para guardar sus excrementos, con los que luego recubren su cuerpo. También fuman marihuana y en sus rituales incorporan el shava sadhana (utilización de un cadáver humano como altar). La mayoría de los Aghori viven en aislamiento como ermitaños ascetas, pero se les puede ver durante la festividad del baño, llamada Kumbhamela, que tiene lugar cuatro veces cada doce años.
Pueden comer carne cruda de cadáveres humanos que aparecen flotando en el río Ganges, o carne quemada procedente de alguna cremación. Creen que el canibalismo les confiere poderes sobrenaturales, así como beneficios físicos tales como evitar el envejecimiento. Para ellos, un cadáver no es más que materia natural que carece de la fuerza vital que alguna vez tuvo. Con el consumo de carne humana, prueban que nada es profano ni está separado de dios, y que la materia muerta simplemente pasa de un estado a otro. Algunos Aghori también consumen sus propias heces.
Practican el tantrismo en su modalidad de vama marga ("camino de la mano izquierda"), lo que incluye meditación y ritualización a través del acto sexual en medio de cadáveres humanos, además de orgías estacionales. También practican el kundalini yoga en una modalidad extrema en la que se pretende despertar la Kundalini mediante un complejo ritual que se realiza a media noche sobre un cadáver.